# Pseudocentroptilum
Pseudocentroptilum is een geslacht van haften (Ephemeroptera) uit de familie Baetidae.

## Soorten
Het geslacht Pseudocentroptilum omvat de volgende soorten:
- Pseudocentroptilum calabrum
- Pseudocentroptilum fascicaudale
- Pseudocentroptilum unguiculatum